# میلان (ویسکانسین)
میلان (به انگلیسی: Milan) یک منطقهٔ مسکونی در ایالات متحده آمریکا است که در شهرستان ماراتون، ویسکانسین واقع شده‌است. میلان ۴۴۰٫۱۴ متر بالاتر از سطح دریا واقع شده‌است.